# Acantholimon raddeanum
Acantholimon raddeanum är en triftväxtart som beskrevs av Ekaterina Georgiewna Czerniakowska. Acantholimon raddeanum ingår i släktet Acantholimon och familjen triftväxter. Inga underarter finns listade i Catalogue of Life.